# I varje del av mitt hjärta (musikalbum)
I varje del av mitt hjärta utkom år 2000 och är det svenska dansbandet Casanovas första album. Producerat av Henrik Sethsson.

## Låtar
1. Lucy (Lucy Wrote Me a Letter)
2. I varje del av mitt hjärta
3. Vem får din kärlek idag
4. Louise
5. Minns du mig än
6. Linda, Linda
7. Vårstämning
8. Hon ligger vaken (nu som förr)
9. Jennifer
10. Kommer du tillbaks
11. Glitter och glamour
12. Jag sliter av mig jeansen
13. Mer än bara vänner
14. Håll mig

### Fotnoter
1. ↑  ”I varje del av mitt hjärta / Casanovas”. Svensk mediedatabas. 27 februari 2000. http://smdb.kb.se/catalog/id/001544330. Läst 21 juni 2015.